# Barbarakapelle (Zogelsdorf)

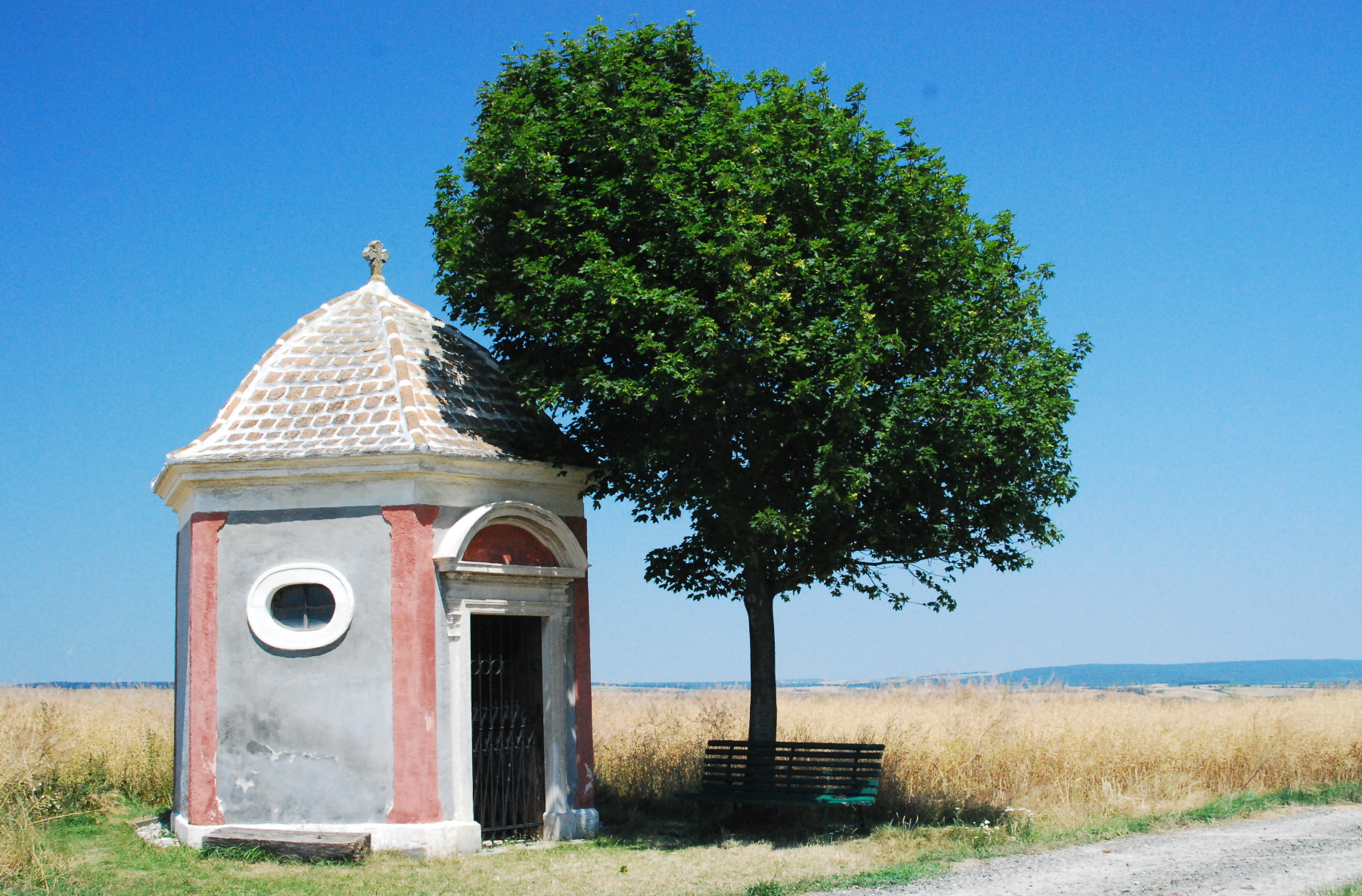
Barbarakapelle bei Zogelsdorf

Die Barbarakapelle ist eine Kapelle auf freiem Feld auf dem Scheibenberg zwischen Zogelsdorf und Kühnring in Niederösterreich.

## Beschreibung
Die im 18. Jahrhundert errichtete Kapelle hat einen sechseckigen Grundriss, eine Apsisausbauchung und ein Ziegelkuppeldach. Licht erhält der kleine Innenraum durch zwei breitovale Fenster und eine rechteckige Tür.
In der Kuppel des Innenraums befindet sich ein Fresko mit einer Darstellung der von der heiligen Jungfrau gekrönten Dreifaltigkeit.
Der Tür gegenüber befindet sich in einer Rundbogennische eine Statue der heiligen Barbara von Nikomedien und darunter eine Statue der liegenden heiligen Rosalia.
Die Kapelle wird in der österreichischen Kunsttopographie beschrieben und steht unter Denkmalschutz (Listeneintrag).